# Diane Carey
Diane Lydia Carey (eigentlich Diane Lydia Carey Brodeur; geboren am 2. Oktober 1954 in Flint, Michigan) ist eine US-amerikanische Schriftstellerin.

## Leben
Seit mehr als 30 Jahren schreibt Carey Romanfassungen und Tie-ins für die Star-Trek-Buchreihe und ist eine der erfolgreichsten Autorinnen in diesem Bereich. In den Romanen verarbeitete sie auch ihre Erfahrungen als Crewmitglied mehrerer historischer Segelschiffe.
Neben ihren Star-Trek-Romanen hat Carey eine Jugendbuchserie und einige Liebesromane verfasst.
Ihr historischer Roman Distant Drums wurde 1992 für den Prometheus Award nominiert.
Carey ist verheiratet mit Gregory E. Brodeur und hat drei Kinder. Die Familie lebt in Michigan.

## Bibliografie

### Star Trek
Raumschiff Enterprise
- Final Frontier (1988)
  - Deutsch: Die letzte Grenze. Übersetzt von Andreas Brandhorst. Heyne SF & F #4714, 1990, ISBN 3-453-04299-9.
- Best Destiny (1992)
  - Deutsch: Kirks Bestimmung. Übersetzt von Harald Pusch. Heyne SF & F #5476, 1998, ISBN 3-453-12666-1.
- The Great Starship Race (1993)
  - Deutsch: Das große Raumschiffrennen. Übersetzt von Ronald M. Hahn. Heyne SF & F #5474, 1997, ISBN 3-453-12660-2.
- First Frontier (1995; mit James I. Kirkland und James C. Kirkland)
  - Deutsch: Keine Spur von Menschen. Übersetzt von Harald Pusch. Heyne SF & F #5687, 1999, ISBN 3-453-14872-X.
- Cadet Kirk (Starfleet Academy #3, 1996)
- First Strike (1996)
- Starfleet Academy (1997)

Fortunes of War:
- 1 Dreadnought! (1986)
  - Deutsch: Das Schlachtschiff. Übersetzt von Andreas Brandhorst. Heyne SF & F #4804, 1991, ISBN 3-453-04997-7.
- 2 Battlestations! (1986)
  - Deutsch: Der Verräter. Übersetzt von Andreas Brandhorst. Heyne SF&F #4848, 1994, ISBN 3-453-05372-9.

New Earth:
- 1 Wagon Train to the Stars (2000)
- 2 Belle Terre (2000; mit Dean Wesley Smith)
- 6 Challenger (2000)

Das nächste Jahrhundert
- Ghost Ship (1988)
  - Deutsch: Gespensterschiff. Übersetzt von Norbert Stresau. Heyne SF & F #4757, 1990, ISBN 3-453-04470-3.
- Descent (1993)
  - Deutsch: Abstieg. Übersetzt von Andreas Brandhorst. Heyne SF & F #5416, 1996, ISBN 3-453-09441-7.
- Ship of the Line (1997)
- Red Sector (Double Helix #3, 1999)
  - Deutsch: Roter Sektor. Übersetzt von Stephanie Pannen. Cross Cult Star Trek NG Doppelh #3, 2012, ISBN 978-3-86425-013-2.

Deep Space Nine
- The Search (1994)
  - Deutsch: Die Suche. Übersetzt von Uwe Anton. Heyne SF & F #5432, 1996, ISBN 3-453-09457-3.
- Station Rage (1995)
  - Deutsch: Die Katakombe. Übersetzt von Bernhard Kempen. Heyne SF & F #5516, 1998, ISBN 3-453-13972-0.
- The Way of the Warrior (1995)
  - Deutsch: Der Weg des Kriegers. Übersetzt von Bernhard Kempen. Heyne SF & F #5515, 1998, ISBN 3-453-13341-2.
- Trials and Tribble-ations (1996; auch: Trials and Tribble-Ations; mit David Gerrold)
  - Deutsch: Neuer Ärger mit den Tribbles. Übersetzt von Uwe Anton. Heyne SF & F #5723, 1999, ISBN 3-453-15658-7.
- What You Leave Behind (1999)

The Dominion War:
- 2 Call to Arms (1998)
  - Deutsch: Verlorener Friede. Übersetzt von Andreas Brandhorst. Heyne SF & F #5727, 2000, ISBN 3-453-17090-3.
- 4 Sacrifice of Angels (1998)
  - Deutsch: Beendet den Krieg! Übersetzt von Andreas Brandhorst. Heyne SF & F #5728, 2000, ISBN 3-453-17094-6.

Raumschiff Voyager
- Flashback (1996; mit Brannon Braga)
- Equinox (1999)
- Endgame (2001)
  - Deutsch: Endspiel. Übersetzt von Andreas Brandhorst. Heyne SF & F #5823, 2001, ISBN 3-453-21062-X.
- Unimatrix Zero (2001)

Enterprise
- Broken Bow (2001)
  - Deutsch: Aufbruch ins Unbekannte. Übersetzt von Andreas Brandhorst. Heyne SF & F #6800, 2002, ISBN 3-453-86361-5.

diverse Subserien
- Invasion! – First Strike (Classic #94, 1992)
  - Deutsch: Der Erstschlag. Übersetzt von Andreas Brandhorst. Heyne SF & F #5694, 1998, ISBN 3-453-13986-0.
- Ancient Blood (Day of Honor #1, 1997)
  - Deutsch: Altes Blut. Übersetzt von Ronald M. Hahn. Heyne SF & F #5763, 1999, ISBN 3-453-15640-4.
- Fire Ship (The Captain’s Table #4, 1998)
- Chainmail (Gateways #2, 2001)
- What Lay Beyond (Gateways #7, 2001; mit Keith R. A. DeCandido, Susan Wright, Robert Greenberger, Peter David, Christie Golden)

### Romane
- Unwilling Enchantress (1982, als Lydia Gregory)
- Silver Season (1985)
- After the Torchlight (1986)
- Harem (Romanfassung einer Fernseh-Miniserie, 1986)
- Under the Wild Moon (1986)
- Sudden Storm (1990)
- Rose Legacy (1992)
- S.W.A.T (2003)
- DNA War (Aliens-Roman #11, 2006)
- AliensTM: Cauldron (Aliens-Roman #12, 2007)
- Banners (über die Geschichte der amerikanischen Flagge und Nationalhymne, 2014)

Distant Drums (historische Romane)
- 1 Distant Drums (1991)
- 2 Rise Defiant (1992)

Distress Call 911 (Jugendbuchserie)
- 1 Twist of Fate (1996)
- 2 Buried Alive (1996)
- 3 Danger Zone (1996)
- 4 Worth Dying For (1996)
- 5 Million Dollar Mistake (1996)
- 6 Roughing It (1996)
- 7 Promise Me You’ll Stop Me (1996)

### Kurzgeschichten
- Night Hunt (1986, in: Richard Pini, Robert Asprin und Lynn Abbey (Hrsg.): The Blood of Ten Chiefs)
- Final Frontier (1987, in: J. M. Dillard (Hrsg.): Bloodthirst)
- First Strike! (1996, in: Dean Wesley Smith und Kristine Kathryn Rusch (Hrsg.): Klingon)
- Ancient Blood (extract) (1997, in: Peter David (Hrsg.): Star Trek New Frontier: Book Three: The Two-Front War)
- Red Sector (extract) (1999, in: Kristine Kathryn Rusch und Dean Wesley Smith (Hrsg.): Vectors)
- New Earth: Belle Terre (2000, in: Diane Carey: Wagon Train to the Stars; mit Dean Wesley Smith)
- The Veil at Valcour (2000, in: Carol Greenburg (Hrsg.): Enterprise Logs)
- World of Strangers (2000, in: Carol Greenburg (Hrsg.): Enterprise Logs)

### Sachliteratur
- How to Help Stray Pets and Not Get Stuck (2014)